# Georg Hamel

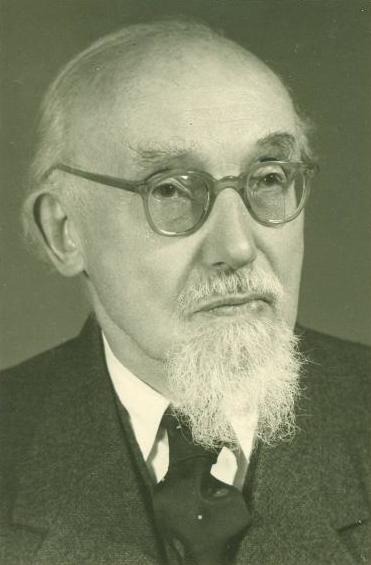
Georg Hamel (etwa 1950)

Georg Hamel (* 12. September 1877 in Düren; † 4. Oktober 1954 in Landshut; vollständiger Name Georg Karl Wilhelm Hamel) war ein deutscher Mathematiker, der vor allem in den Bereichen Mechanik, Grundlagen der Mathematik und Funktionentheorie arbeitete.

## Leben
Georg Hamel studierte in Aachen, Berlin und Göttingen, wo er 1901 bei David Hilbert zum Thema Über die Geometrien, in denen die Geraden die Kürzesten sind promoviert wurde. 1903 habilitierte er sich in Karlsruhe. 1905 wurde er ordentlicher Professor in Brünn, 1912 in Aachen und 1919 an der TH Berlin. An der TH Berlin bekleidete Hamel in den Jahren 1928/1929 darüber hinaus das Amt des Rektors. 1938 wurde er Mitglied der Preußischen Akademie der Wissenschaften. Bekannt ist er vor allem durch seine Arbeiten über Grundlagenprobleme, die zum Begriff der Hamelbasis der reellen Zahlen geführt haben (aufgefasst als Vektorraum über den rationalen Zahlen), sowie für seine Beiträge zum axiomatischen Aufbau der klassischen Mechanik, die einen wichtigen Beitrag zur technischen Mechanik darstellen. Letztere Arbeiten gelten, auch nach Hamels eigener Auffassung, als ein Lösungsansatz zum sechsten der von Hilbert gestellten mathematischen Probleme auf dem Gebiet der mechanischen Grundlagen.
Die Existenz der Hamelbasis gilt nicht nur für den reellen Zahlenkörper. Derselbe Schluss – mit Hilfe des Wohlordnungssatzes oder des Zornschen Lemmas – zeigt, dass jeder Vektorraum V eine Basis B hat, d. h. eine Teilmenge, so dass jeder Vektor aus V eine eindeutig bestimmte Linearkombination aus endlich vielen Vektoren aus B ist.
Ihm gelangen schon in seiner Dissertation bedeutende Fortschritte beim vierten Hilbertschen Problem der Charakterisierung von der euklidischen Geometrie ähnlichen Geometrien, bei denen wie bei der euklidischen Geometrie die Gerade die kürzeste Verbindung zweier Punkte ist. Unter anderem zeigte er, dass nach einer Metrisierung einer projektiven Geometrie, die das erwähnte Postulat erfüllt, in der Ebene nur zwei Fälle auftreten: die Geometrie gilt in der gesamten projektiven Ebene, wobei die Geraden geschlossene Linie endlicher Länge sind (Elliptische Geometrie), oder die Geometrie gilt in einem konvexen Teilgebiet (oder der gesamten) affinen Ebene, und die Geraden sind die üblichen euklidischen Geraden und haben unendliche Länge.
Im Jahr 1935 wurde Hamel zum Mitglied der Leopoldina gewählt. Als Emeritus wurde Georg Hamel 1953  zum korrespondierenden Mitglied der Bayerischen Akademie der Wissenschaften berufen und im Jahr 1954 zum Dr. rer. nat. h. c. der RWTH Aachen ernannt. 1935 war er Präsident der Deutschen Mathematiker-Vereinigung (DMV), nachdem es zuvor einen Machtkampf in der DMV gegeben hatte, mit Ludwig Bieberbach auf Seiten einer mehr nationalsozialistischen Ausrichtung. 1921 gründete Hamel den Mathematischen Reichsverband (MR) als Gesellschaft für Schulmathematiker, während sich die DMV damals vor allem an Hochschulmathematiker richtete.

## Ausgewählte Publikationen
- Über die Geometrien, in denen die Geraden die kürzesten sind. Dieterich’schen Universitäts-Buch-Druckerei, Göttingen 1901 (). Hamels Dissertation über Hilberts viertes Problem. Auch in Mathematische Annalen 57, 1903.
- Lagrange-Euler'schen Gleichungen der Mechanik. B. G. Teubner, Leipzig 1903 ().
- Eine Basis aller Zahlen und die unstetigen Lösungen der Funktionalgleichung f(x+y)=f(x)+f(y). In: Mathematische Annalen. 60. Jahrgang, Nr. 3. Leipzig 1905, S. 459–462, doi:10.1007/BF01457624 (digizeitschriften.de).
- Elementare Mechanik: Ein Lehrbuch. B. G. Teubner, Leipzig, Berlin 1912 (XVIII, 634 S., Volltext).
- Grundbegriffe der Mechanik (= Aus Natur und Geisteswelt,684. BDCHN.). Leipzig 1921 ().
- Integralgleichungen: Einführung in Lehre und Gebrauch. J. Springer, Berlin 1937 (VIII, 166 S.).[10]
- Komplexe Form der ebenen Bewegungsgleichungen zäher, inkompressibler Flüssigkeiten. Verlag der Akademie der Wissenschaften, in Kommission bei W. de Gruyter, Berlin 1941.
- Aufbau einer Theorie der Häute und der dünnen Schalen nach der Methode von Lagrange. Akademie der Wissenschaften, in Kommission bei W. de Gruyter, Berlin 1944.
- Theoretische Mechanik: Eine einheitliche Einführung in die gesamte Mechanik. Springer, Berlin, Göttingen, Heidelberg 1949 (XV, 796 S.).[11]